# Filet anti-sous-marin du port de Sydney

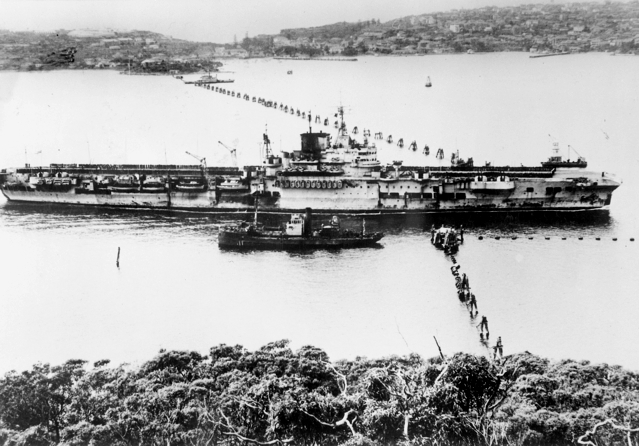
Le porte-avions britannique HMS Formidable traverse le filet anti-sous-marin du port de Sydney en 1945

Le filet anti-sous-marin du port de Sydney était un filet anti-torpilles et anti-sous-marin qui barrait l'entrée du port de Sydney au cours de la Seconde Guerre mondiale. Il s'étendait sur toute la largeur du port depuis Green Point, au niveau de la Watsons Bay, jusqu'au cap Georges sur la rive nord du port. Le filet faisait partie du système de défense de la baie de Sydney qui comprenait également des batteries d'artillerie et des patrouilleurs. Il était formé de trois parties: une partie centrale fixe et deux parties latérales mobiles.

## Historique

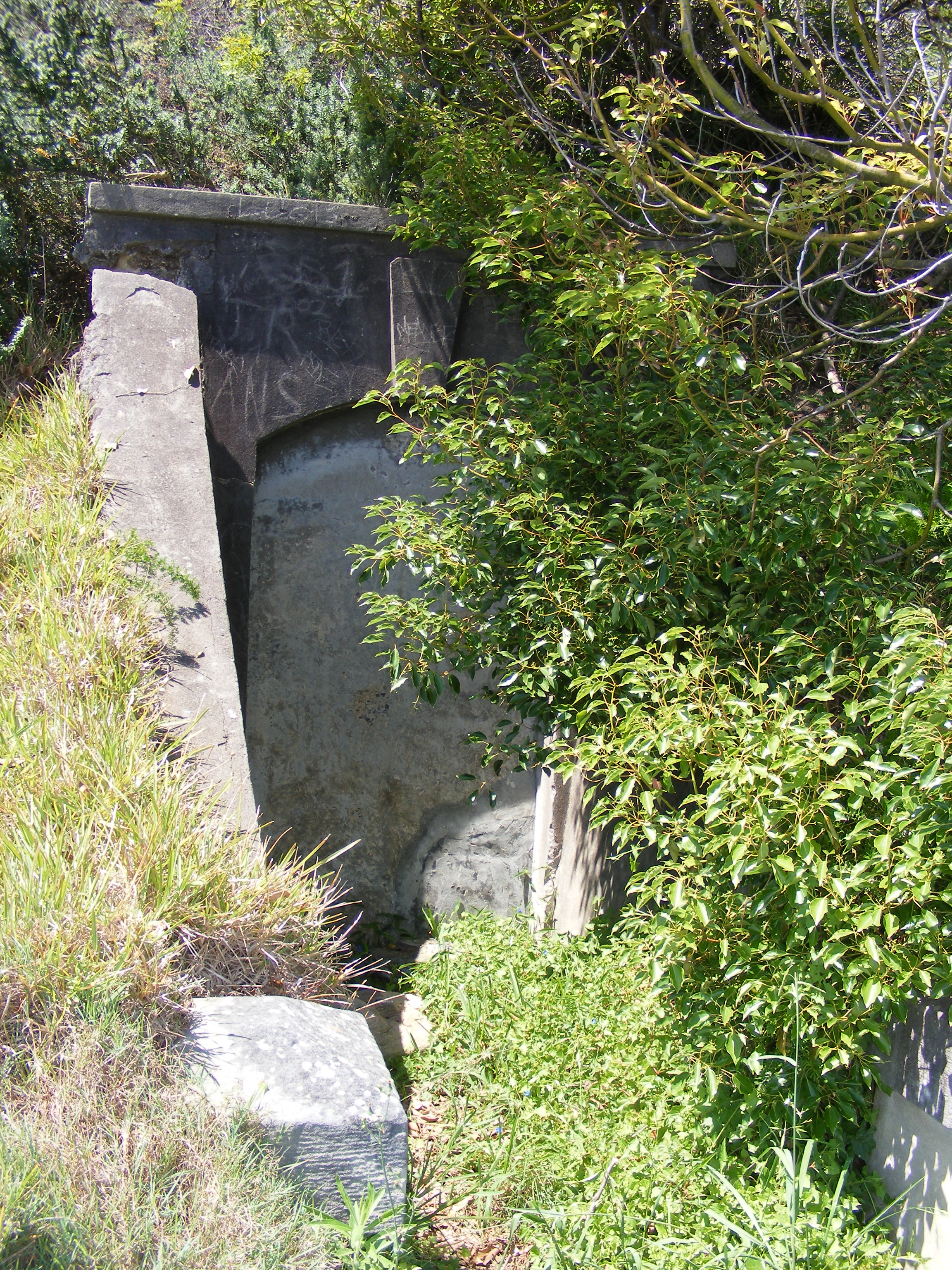
L'entrée de la batterie de défense du port à Green Point

La construction du filet a débuté en janvier 1942 et le filet avec ses points de passage ont été entièrement opérationnels en août 1942. Pendant plus de trois ans, l'entrée dans le port de Sydney a été limitée par le filet. Tous les navires, ferries et bateaux de pêche n'ont pu entrer ou sortir du port qu'à travers l'une des trois portes.
Dans la nuit du 31 mai 1942, trois sous-marins de poche japonais ont essayé d'entrer dans le port dans ce qui est maintenant connu sous le nom de l'attaque sur le port de Sydney,. La nuit de l'attaque, la partie centrale du filet était en place ainsi que les pylones des parties latérales mais il y avait un passage de plus de 400 mètres de large de chaque côté du filet central,, la pénurie de matériel n'ayant pas permis l'achèvement de l'installation avant l'attaque. Le sous-marin M 27, commandé par le lieutenant Jahai Chuma a été le premier sous-marin à essayer d'entrer dans le port en suivant un autre navire, mais à un moment, il s'empêtra dans l'extrémité ouest du filet central. Le lieutenant Chuma essaya de libérer son sous-marin à l'aide d'un cutter ce qui l'empêtra davantage. À 20 h 30, il attira l'attention du gardien chargé de la surveillance du port, James Cargill. Il alla en barque se rendre compte sur place et découvrit le sous-marin japonais. Surpris, Cargill appela par radio le quartier général. Il lui fallut deux heures pour le convaincre qu'il y avait un sous-marin de poche japonais pris dans le filet.
À 22 h 27, Chuma, réalisant que son sous-marin avait été repéré, le fit sauter tout en provoquant sa mort et celle de tout son équipage. Les deux autres sous-marins pénétrèrent dans le port et attaquèrent les navires qui s'y trouvaient pendant plusieurs heures avant d'être détruits.
Le filet fut retiré à la fin de la guerre en août 1945 et, au début de l'année 1946, il ne restait plus que les arcs-boutants. Les fondations de la maison qui hébergeait le treuil servant à manœuvrer le filet est le seul témoignage restant du filet. On peut le voir sur les rives de Green Point, ainsi que d'autres installations militaires, comme des fortifications et un bunker souterrain.

## Les portes du filet
La porte occidentale était généralement maintenue fermée ; elle était ouverte uniquement pour les très grands navires, les navires endommagés ou en remorque, qui nécessitaient l'utilisation de la partie la plus profonde du chenal, sur la partie occidentale de la baie. Cette porte était ouverte par un remorqueur. Tous les autres navires empruntaient la porte orientale, qui était manœuvrée par des treuils situés sur Green Point. Une petite porte pour les petits bateaux était prévue en abaissant le filet de 5 mètres grâce à un treuil monté à bord du HMAS Kuramia.

## Dimensions
Le filet faisait 1480 mètres de long, avec deux ouvertures pour les navires. La porte occidentale faisait 121 mètres de longueur et était utilisée pour les grands navires. La porte est faisait 91 mètres de long, et il y avait une autre porte pour les petits bateaux qui faisait 30 mètres de long. Le navire utilisé pour fermer les portes ouvertes était le HMAS Kuramia, un ancien ferry du port de Sydney, qui avait été utilisé pour le transport du public à partir de 1914. Le centre et l'ouest du filet se composaient de quelque 49 groupes de quatre piliers supportant le filet fait d'anneaux d'environ 45 cm de diamètre accrochés entre eux. La partie orientale, vers Green Point, était suspendue à des bouées, de même que les portes est et ouest.